# Viciado em Você
Viciado em Você é o nono álbum de estúdio da dupla brasileira de música sertaneja João Mineiro & Marciano. Foi lançado em 1983 pelo selo Copacabana. Nesse álbum, é nítido o timbre diferente da dupla, com Marciano impostando a voz e João Mineiro com a voz mais baixa e cadenciada, diferente do que vinha acontecendo nos 8 discos anteriores. Outra curiosidade é que Darci Rossi participa de todas as composições.

## Faixas
| N.º | Título                                | Compositor(es)                             | Duração |  |
| 1.  | "Eu Volto Amanhã"                     | Darci Rossi / Marciano                     | 2:27    |  |
| 2.  | "Viciado em Você"                     | Darci Rossi / Marciano                     | 3:20    |  |
| 3.  | "A Artista (Vendedora de Felicidade)" | Darci Rossi / Marciano                     | 3:29    |  |
| 4.  | "O Tempo"                             | Darci Rossi / Marciano / João Mineiro      | 2:18    |  |
| 5.  | "Moleque Peralta"                     | Darci Rossi / Marciano / João Mineiro      | 2:38    |  |
| 6.  | "Vestido de Noiva"                    | Darci Rossi / Marciano / João Mineiro      | 2:36    |  |
| 7.  | "A Mulher Que Eu Amo"                 | Darci Rossi / Marciano / José Homero       | 2:36    |  |
| 8.  | "Última Serenata"                     | Darci Rossi / Marciano / Sargento Oliveira | 2:52    |  |
| 9.  | "Trocar de Cama"                      | Darci Rossi / Marciano / José Russo        | 2:21    |  |
| 10. | "Pode Me Negar"                       | Darci Rossi / Marciano                     | 2:49    |  |
| 11. | "Errados"                             | Darci Rossi / Marciano                     | 3:07    |  |
| 12. | "O Beijo do Adeus"                    | Darci Rossi / Marciano                     | 2:38    |  |